# Unterseeboot 7 (1910)
Pour les autres navires du même nom, voir Unterseeboot 7.
Le sous-marin allemand Unterseeboot 7 (Seiner Majestät Unterseeboot 7 ou SM U-7), de type U 5 a été construit par la Germaniawerft de Kiel, et lancé le 28 juillet 1910 pour une mise en service le 18 juillet 1911. Il a servi pendant la Première Guerre mondiale sous pavillon de la Kaiserliche Marine.

## Histoire
Le 20 janvier 1915, le SM U-7 quitte le port d'Emden en direction de l'Ouest. Ce jour-là, il y avait une forte houle, si bien que le SM U-22, sous le commandement du Kapitänleutnant Bruno Hoppe, quitte sa position au large des côtes anglaises pour retourner à Emden. Le jour suivant, les deux bateaux se sont rencontrés à portée de vue au Nord d'Ameland, au large des côtes néerlandaises. En raison des mauvaises conditions de visibilité, Hoppe n'a pas réalisé qu'il s'agissait d'un sous-marin allemand.
Le SM U-22 envoie un signal de reconnaissance, qui est resté sans réponse du SM U-7. Le SM U-7 a plutôt essayé de s'éloigner à une vitesse croissante. Un autre signal du SM U-22 n'a pas non plus reçu de réponse.
Après un troisième signal resté sans réponse, Hoppe fait tirer deux torpilles, dont l'une touche le SM U-7 à la hauteur du kiosque. Le sous-marin coule immédiatement à la position géographique 53° 43′ N, 6° 02′ E. Un seul membre d'équipage, qui a pu quitter le bateau en train de couler, a été secouru par le SM U-22.

## Commandement
- Kapitänleutnant (Kptlt.) Georg König du 1er août 1914 au 21 janvier 1915

## Flottille
- Flottille I du 1er août 1914 au 21 janvier 1915

## Patrouilles
Le SM U-7 a effectué 3 patrouilles de guerre.

## Palmarès
Le SM U-7 n'a pas coulé ou endommagé de navire ennemi.

### Source
- (en) Cet article est partiellement ou en totalité issu de l’article de Wikipédia en anglais intitulé « SM U-7 (Germany) » (voir la liste des auteurs).